# Cruviers-Lascours
Cruviers-Lascours település Franciaországban, Gard megyében. Lakosainak száma 703 fő (2022. január 1.). Cruviers-Lascours Boucoiran-et-Nozières, Brignon, Martignargues, Ners és Saint-Césaire-de-Gauzignan községekkel határos.

## Népesség
A település népességének változása:
| Lakosok száma | 280  | 353  | 443  | 562  | 678  | 700  | 702  | 700  | 705  | 703  |
|               | 1968 | 1982 | 1990 | 2006 | 2013 | 2015 | 2017 | 2019 | 2020 | 2022 |